# Michel Lesage
Michel Lesage, né le 2 juin 1952 à Cherbourg (Manche), est un homme politique français.

## Biographie
Ancien assistant parlementaire. Ancien directeur de l'office public HLM de Saint-Brieuc. Maire de Langueux dans les Côtes-d'Armor, il est durant trois mandats le suppléant de la députée socialiste Danielle Bousquet. Investi par le Parti socialiste pour les législatives de 2012, il est élu dans la première circonscription des Côtes-d'Armor.

## Détail des fonctions et des mandats

### Mandats locaux
Au conseil municipal
- 1977-1989 : Conseiller municipal de Langueux (Côtes-d'Armor)
- 1989-2014 : Maire de Langueux (Côtes-d'Armor)

Au conseil général
- 1982-2011 : Conseiller général des Côtes-d'Armor
- 1997-2009 : Vice-président du Conseil général des Côtes-d'Armor

Communauté d'Agglomération de Saint-Brieuc
- 2008-2012 : Président de la communauté d'agglomération de Saint-Brieuc
- octobre 2012-2014 : Conseiller communautaire

### Mandats nationaux
Député
- 2012-2017 : député de la première circonscription des Côtes-d'Armor (Parti Socialiste, majorité présidentielle)

Membre de la commission du développement durable et de l'aménagement du territoire.
Membre de la délégation aux outre-mer.
Vice-président du groupe d'amitié France-Cuba.

## Décorations
- Chevalier de la Légion d'honneur (décret du 31 décembre 2023)[2]